# La Ville-du-Bois
La Ville-du-Bois è un comune francese di 7 243 abitanti situato nel dipartimento dell'Essonne nella regione dell'Île-de-France.

## Società

### Evoluzione demografica
Abitanti censiti